# Moissan (cráter)

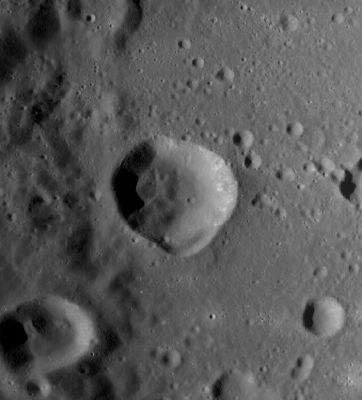
Fotografía de la misión Lunar Reconnaissance Orbiter

Moissan es un cráter de impacto perteneciente a la cara oculta de la Luna, dentro del borde oeste del gran cráter Mendeleev, y al sur del cráter Bergman, de tamaño similar.
|  |

El nombre del cráter fue adoptado por la UAI en 1976.